# Atarba (Ischnothrix) melanolyra
Atarba (Ischnothrix) melanolyra is een tweevleugelige uit de familie steltmuggen (Limoniidae). De soort komt voor in het Neotropisch gebied.